# Operación Corredor
La Operación Corredor (Operacija Koridor en idioma serbio) es el nombre de una ofensiva militar de la República Serbia para romper el cerco al que estaba sometida por parte fuerzas de Bosnia y Herzegovina y los croatas bosnios apoyados por Croacia. El objetivo de la operación consistía en unificar la República Serbia a la sazón dividida a la mitad por un corredor militar enemigo que iba de norte a sur. La operación resultó un éxito para los serbios de Bosnia, coronada por la captura de Bosanska Posavina. Ambas partes sufrieron numerosas bajas.

## Antecedentes

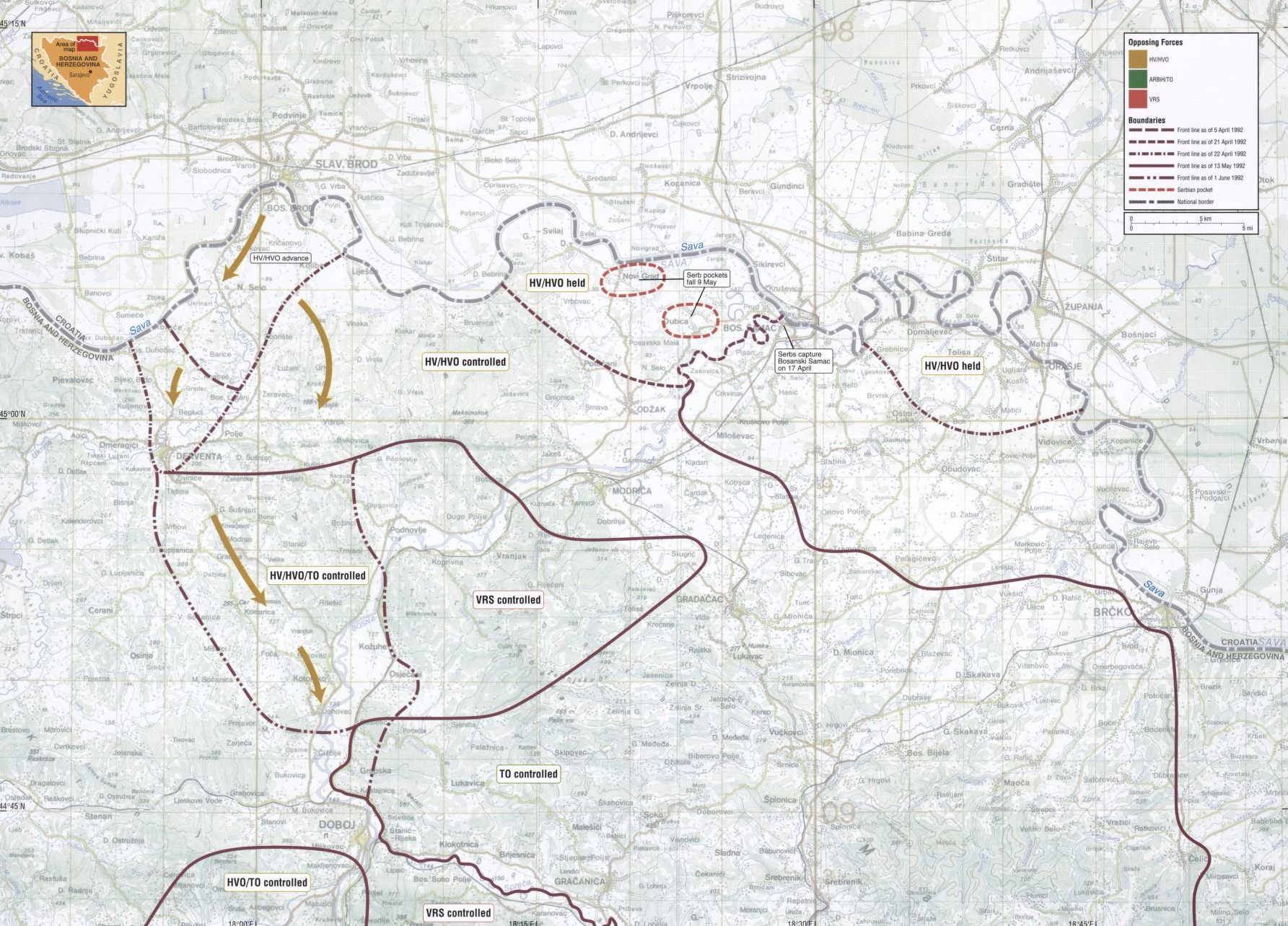
Mapa del despliegue militar en Bosanska Posavina, abril - junio de 1992

Durante el verano de 1992, las fuerzas leales a Bosnia y Herzegovinales junto con tropas croatas rodearon la ejército de la República Serbia. Según datos publicados por el general croatat Martin Špegelj, había ocho brigadas de la República Croata de Herzeg-Bosnia y quince brigadas del ejército croata en Bosanska Posavina, la mayor parte de estas brigadas estuvieron presentes durante la operación completa. Algunas brigadas estaban apoyadas por artillería y tanques.
En mayo de 1992, fueron bloqueadas todas las rutas que unificaban ambas mitades de la República Serbia; la última cerrando el día 15. La Operación Corredor se preparó como respuesta al revuelo causado por la muerte de 12 bebés en Banja Luka debida a la falta de oxígeno causada por el bloqueo.

## La ofensiva

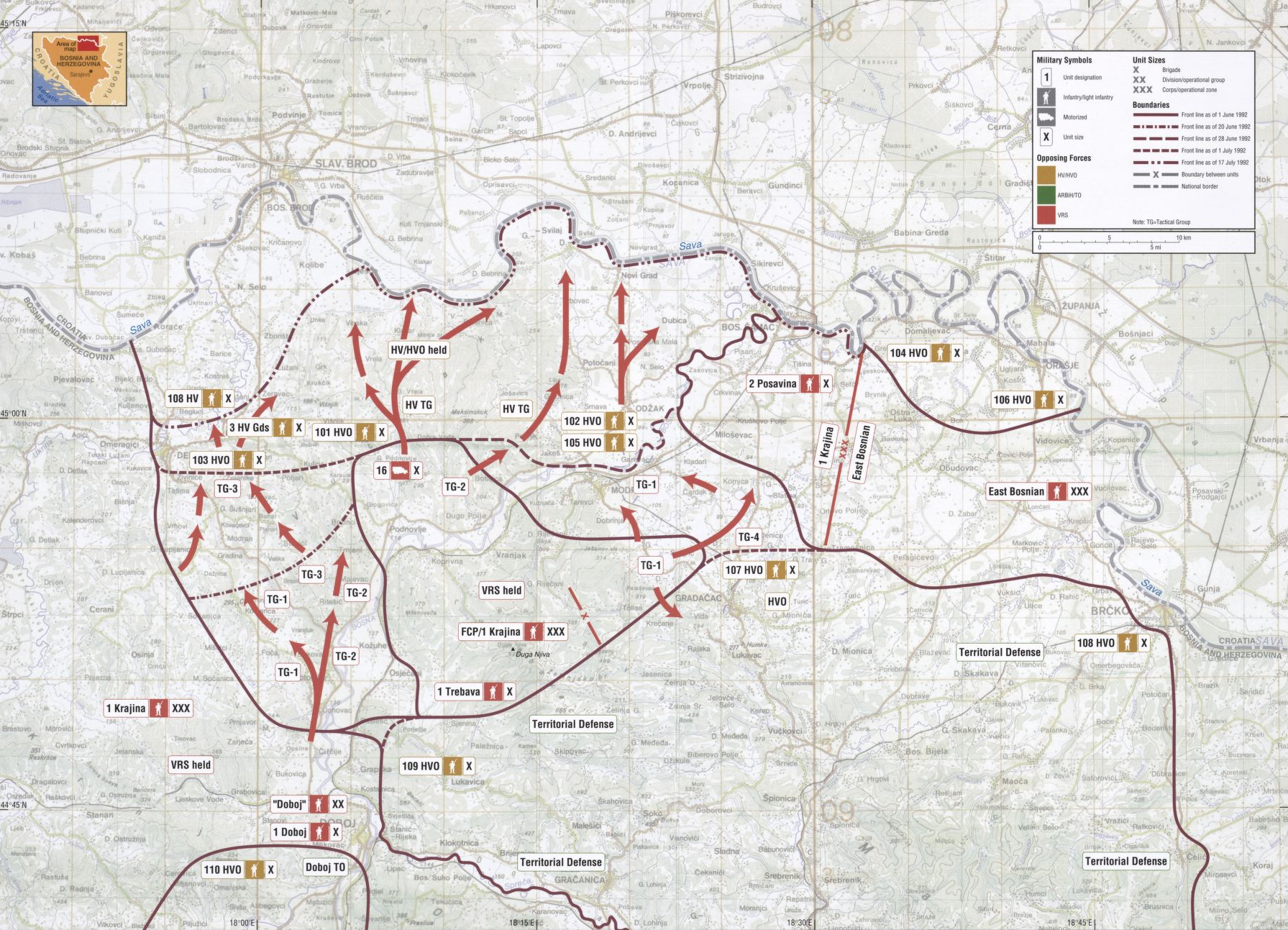
Mapa de la Operación Corredor 1992

Hacia mediados de junio de 1992, el general serbio Momir Talic, comandante del ejército del 1.er cuerpo Krajna de la República Serbia dio órdenes de romper el corredor a través de Trebava hasta el 28 de junio (fiesta de San Vito).
La ofensiva inició el 14 de junio de 1992, cuando la 16.ª Brigada Motorizada serbo bajo el mando de Milan Čekeletić atacó al sur de Derventa. La lucha se intesificó el día 24 cuando fuertes andanadas de artillería hicieron a los bosnios creer que los serbios intentaban capturar Tuzla. Bosnia involucró 16 brigadas para tratar de parar la ofensiva. Cinco de esas brigadas eran motorizadas y compuestas por elementos del ejército regular croata.
El 26 de junio soldados serbios se enfrentaron con bosnios en las aldeas de Kornica and Čardak, situadas entre Modriča y Šamac uniendo ambas partes de la República Serbia. Tras la captura serbia de Modriča el 28 de junio, la lucha continuó en julio del mismo año cuando los serbios capturaron Derventa el día 7 y Odžak el 13 de julio. El enfrentamiento final fue el 6 de octubre cuando Bosanski Brod cayó en manos serbias. De acuerdo a cifras oficiales, durante la operación murieron 293 serbios y hubo 1.129 heridos. De acuerdo a otras fuentes los bosnios y croatas sufrieron 1.224 muertos y 6.240 heridos.

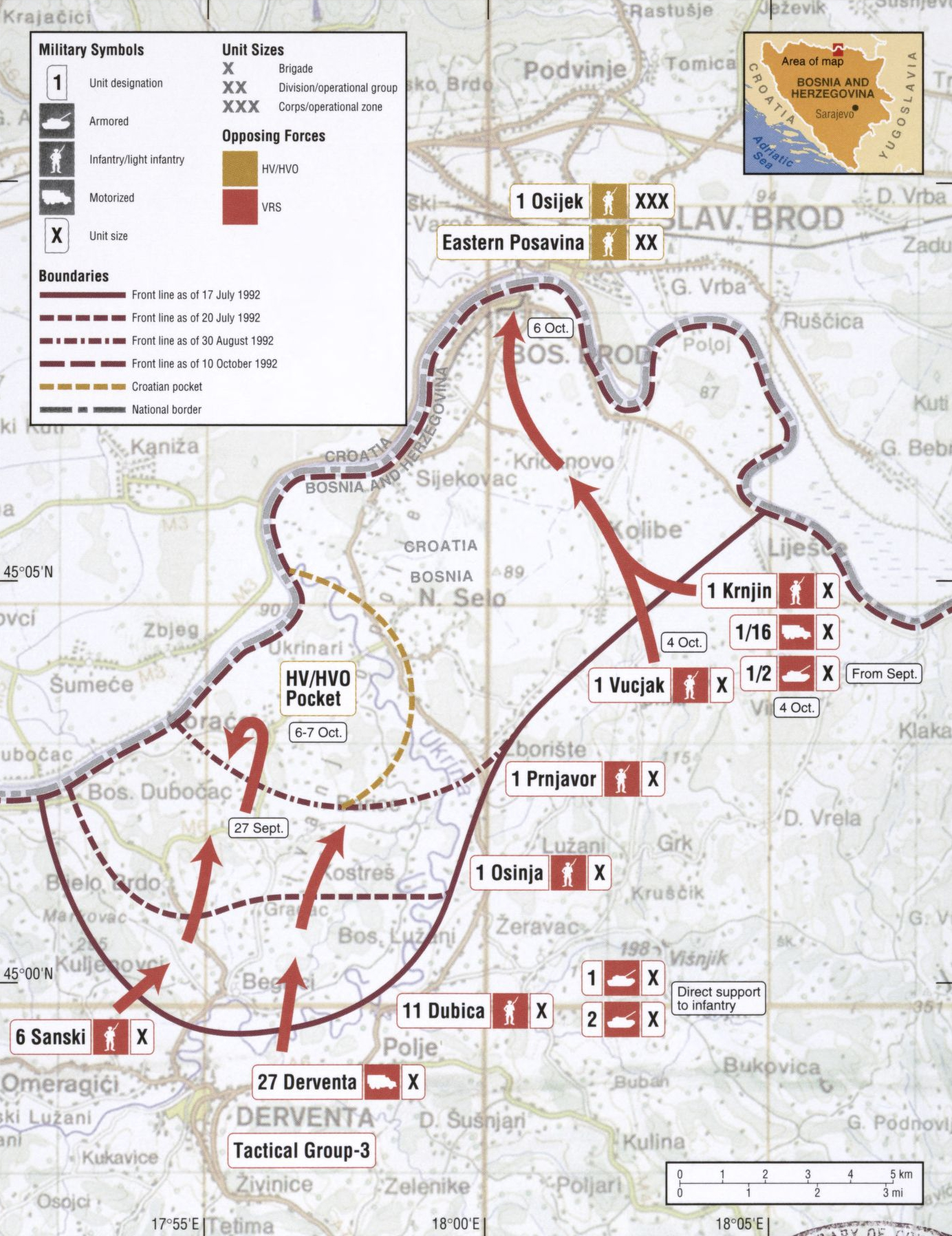
Mapa de la captura por parte del VRS de Bosanski Brod en octubre de 1992

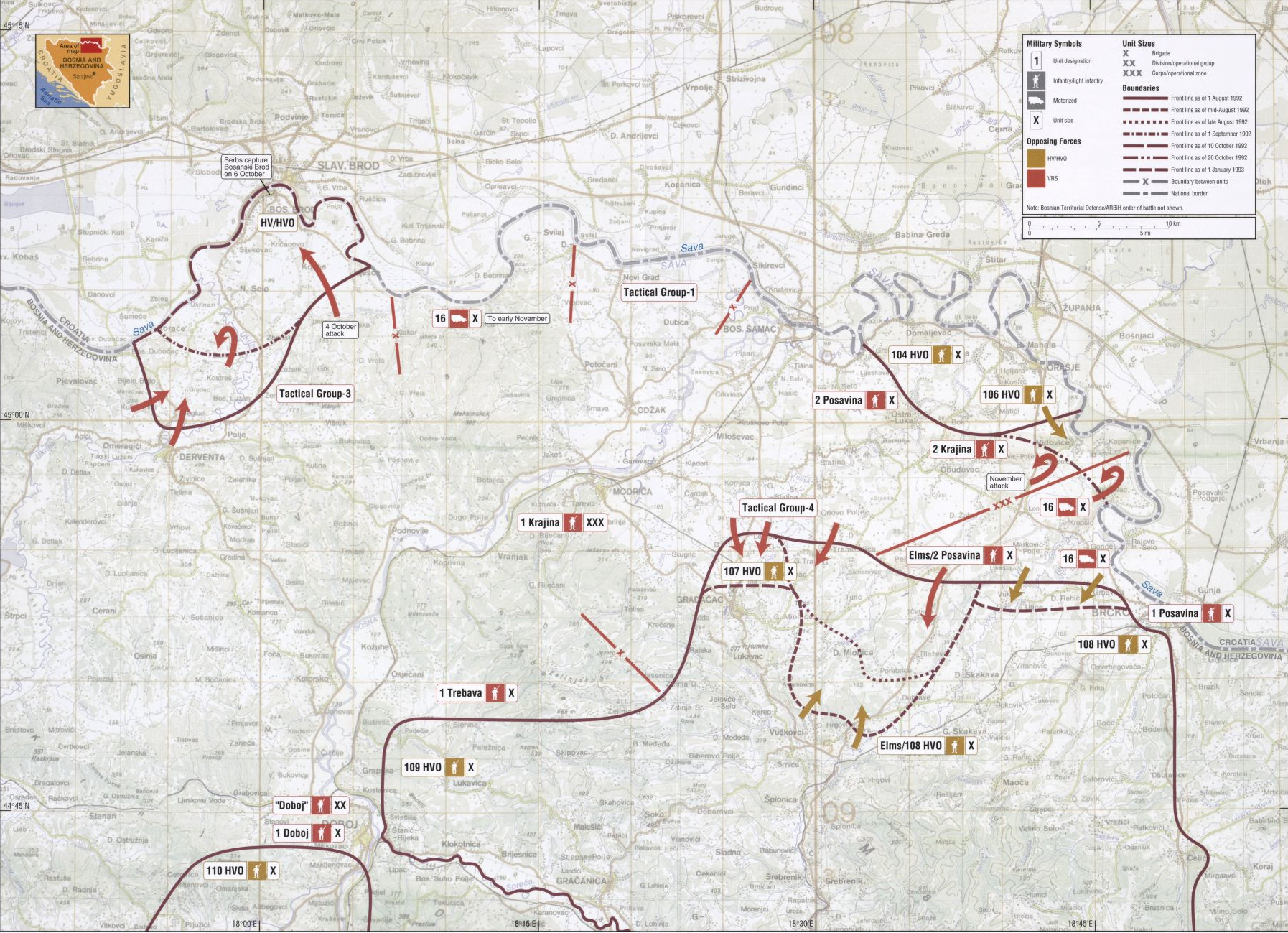
Mapa de la situación final de la Operación Corredor 92 y las operaciones posteriores en el área al final de 1992.

- Datos: Q1935145